# T.S. Ashton
Thomas Southcliffe Ashton (1889–1968) var en engelsk økonomihistoriker. Han var professor i økonomisk historie ved London School of Economics ved University of London fra 1944 til 1954, og professor emeritus indtil sin død i 1968. Hans mest kendte værk er lærebogen The Industrial Revolution (1760–1830) fra 1948, der fremførte et positiv syn på periodens fordele.
Han donerede penge til udgivelsen af T. S. Ashton Prisen, en årlig pris fra Economic History Society. Prisen er på nuværende tidspunkt £750 og tildeles ved hver anden årlige konference forfatteren af den bedste artikel i de foregående to kalenderår, der er godkendt til offentliggørelse i Economic History Review.
Efter et BBC Freedom of Information forespørgsel i 2012, blev det afsløret at Ashton i 1957 afslog et ridderskab.

## Uddannelsesmæssig karriere
Ashton blev uddannet ved Ashton-under-Lyne sekundærskole og University of Manchester. Hans akademiske karriere var fokuseret på nationaløkonomi og offentlige finanser. Ashton var fra 1912 til 1919 assisterende lektor i nationaløkonomi ved Sheffield Universitet, og fra 1919 til 1921 var han lektor og vejleder ved Birmingham University. Han blev i 1921 udnævnt til "Senior lecturer" i nationaløkonomi ved Manchester University. Til sidst blev han dekan ved fakultetet for handel og administration, hvor han fungerede som kapacitet fra 1938 til 1944. Han blev derefter professor i økonomisk historie ved London School of Economics fra 1944 til 1954. He var præsident af både Manchester Statistical Society (1938–1940) og Economic History Society (1960–1963).
Hans publikationer omhandler økonomien i det 18. århundrede og omfatter jern-, stål- og kulindustrierne:
- Iron and Steel in the Industrial Revolution (1924)
- The Coal Industry (med Joseph Sykes) (1929)
- Economic and Social Investigations in Manchester 1833–1933 (1934)
- An Eighteenth-Century Industrialist: Peter Stubs of Warrington 1756 – 1806 (1939)
- The Industrial Revolution (1760–1830) (1948, 1997) online udgave
- An Economic History of England: the Eighteenth Century (1955) online udgave
- Economic Fluctuations in England 1700–1800 (1959)
- English Overseas Trade Statistics 1697–1808 (1960), af E. B. Schumpeter, redigeret af T. S. Ashton